# ASL Airlines France
ASL Airlines France, в прошлом Europe Airpost, — французская авиакомпания, базирующаяся в Трамбле-ан-Франс (департамент Сен-Сен-Дени, регион Иль-де-Франс). Осуществляет почтовые и грузовые перевозки для почтовых служб (в основном в ночное время) и регулярные и чартерные пассажирские перевозки (как правило, для крупных туроператоров) в дневное время.

## Предыстория
Своими корнями Europe Airpost восходит к легендарной французской почтовой авиакомпании Аэропосталь (Aéropostale).
В 1918 году в Тулузе, Франция Пьер-Жорж Латекоэр (фр. Pierre-Georges Latécoère) основал компанию «Ассоциация линий Латекоэра» (Société des Lignes Latécoère), также известную как Lignes Aériennes Latecoere или просто «Линия» (La Ligne).
Между 1921 и 1927 «Линия» работает под именем «Главная компания по аэроперевозкам» (Compagnie générale d’entreprises aéronautiques).
В 1927 бизнесмен Марсель Буйу-Лафон (фр. Marcel Bouilloux-Lafont) приобретает у Латекоэра 93 % бизнеса и на этой основе создает «Генеральную компанию Аэропосталь» (Compagnie Générale Aéropostale), более известную под коротким именем «Аэропосталь» (Aéropostale).
Вследствие глобального кризиса 1929 года Aéropostale ликвидируется в 1931, и в 1933 её активы приобретает Air France, созданная правительством Франции на основе четырёх крупнейших авиакомпаний страны.
В 1987 году Air France создает службу Intercargo Service, которая принимает на себя почтовую деятельность легендарного пионера авиапочты компании Aéropostale.
1989 год. Intercargo Service преобразуется в Inter Ciel Service (ICS).
1991 год. Air France на основе Inter Ciel Service совместно с группой La Poste, Air Inter и TAT создает компанию Société d’Exploitation Aéropostale. Оснащенная Quick-Change самолётами, она принимает на себя от ICS воздушные перевозки почты и грузов в ночное время и осуществляет пассажирские перевозки от имени Air France в течение дня. Впоследствии Air Inter и TAT выходят из участия в Société d’Exploitation Aéropostale.
4 июня 2015 года была переименована в ASL Airlines France.

## История компании
- 2001 год. Europe Airpost проходит сертификацию и обучает своих пилотов.
- 2003 год. Создается отделение бортпроводников, развивается деятельность пассажирских перевозок.
- 2005 год. Воздушные суда компании надевают свои новые желто-сине-фиолетовые ливреи.
- 2008 год. Air Contractors приобретает Europe Airpost. В результате слияния создается ASL Aviation Group, но воздушные суда сохраняют свои ливреи и позывной.
- 2010 год. Europe Airpost начинает эксплуатировать два полностью пассажирских Boeing 737-700.
- 2012 год. Europe Airpost продолжает свою деятельность в области грузовых и чартерных пассажирских перевозок (последние в основном от имени крупных туроператоров) в составе ASL Aviation Group.

## Флот

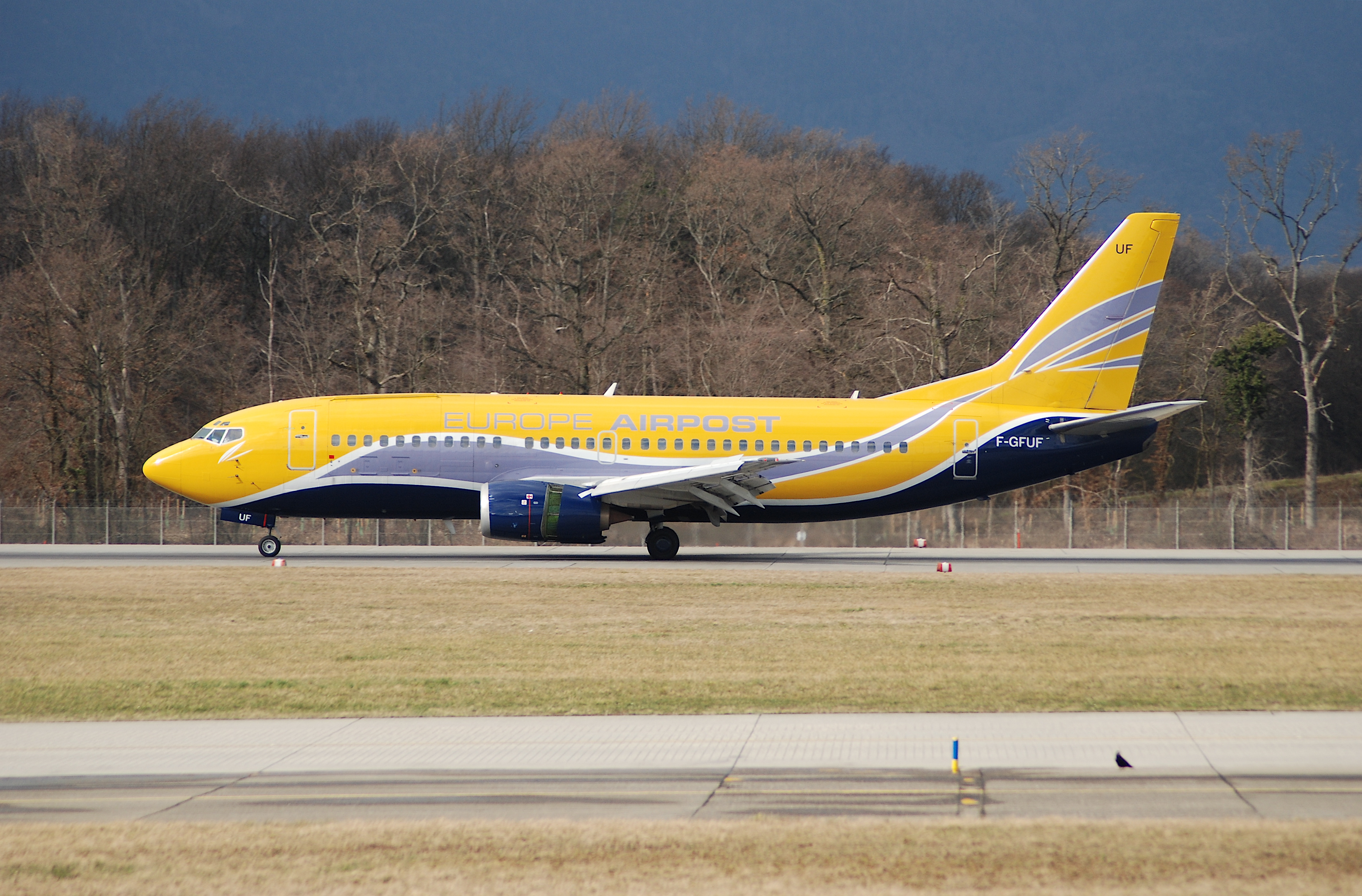
Boeing 737-300 авиакомпании Europe Airpost

Флот Europe Airpost состоит из (на ноябрь 2012):
| Самолёт          | Количество | Заказано | Груз/Пассаж |
| ---------------- | ---------- | -------- | ----------- |
| Boeing 737-300S  | 2          | 0        | груз        |
| Boeing 737-400S  | 2          | 0        | груз        |
| Boeing 737-300QC | 13         | 0        | груз/пасс   |
| Boeing 737-700S  | 2          | 0        | пассаж      |
| Fokker 27S       | 4          | 0        | груз        |
| Всего            | 23         | 0        |             |

### Комментарии
1. ↑  QC (Quick Change) — быстро конвертируемый (грузовой — пассажирский) вариант Вoeing 737